# 錢恩冰磧
77°11′S 160°32′E / 77.183°S 160.533°E
錢恩冰磧（英語：Chain Moraines），是南極洲的冰磧，位於維多利亞地的斯科特海岸，處於斯久峰西北面5公里，在1995年由新西蘭地理委員會命名，現時由南極條約體系管理。